# むかしケイバなし
『むかしケイバなし』（むかしけいばなし）は日本のアニメ。日本中央競馬会によるオリジナルアニメで、2019年10月に放送。第2期は2020年5月に放送。アニメーション制作および製作はDLEが行った。

## 各話リスト
シーズン1
1話「馬ももたろう」
2話「馬シンデレラ」
3話「馬かさじぞう」
4話「馬さるかにがっせん」
シーズン2
1話「馬くもの糸」
2話「馬みにくいあひるの子」
3話「馬マッチ売りの少女」
4話「馬竹取物語」

## 放送局
| 放送地域   | 放送局                | 放送期間                                                                   | 放送日時         | 放送系列       | 備考 |
| ---------- | --------------------- | -------------------------------------------------------------------------- | ---------------- | -------------- | ---- |
| 近畿広域圏 | 朝日放送テレビ（ABC） | 2019年11月30日 - 12月21日（シーズン1） 2020年5月9日 - 5月30日（シーズン2） | 土曜に不定期放送 | テレビ朝日系列 |      |